# Břetislav (Konstantinovy Lázně)
Břetislav (deutsch: Setzlaw bzw. Setzlav) ist ein Dorf und Ortsteil der Gemeinde Konstantinovy Lázně (Konstantinsbad) im Okres Tachov, Tschechien. Der Ort liegt einen km südwestlich von Konstantinovy Lázně, im Tal des Baches Břetislavský potok.

## Geschichte

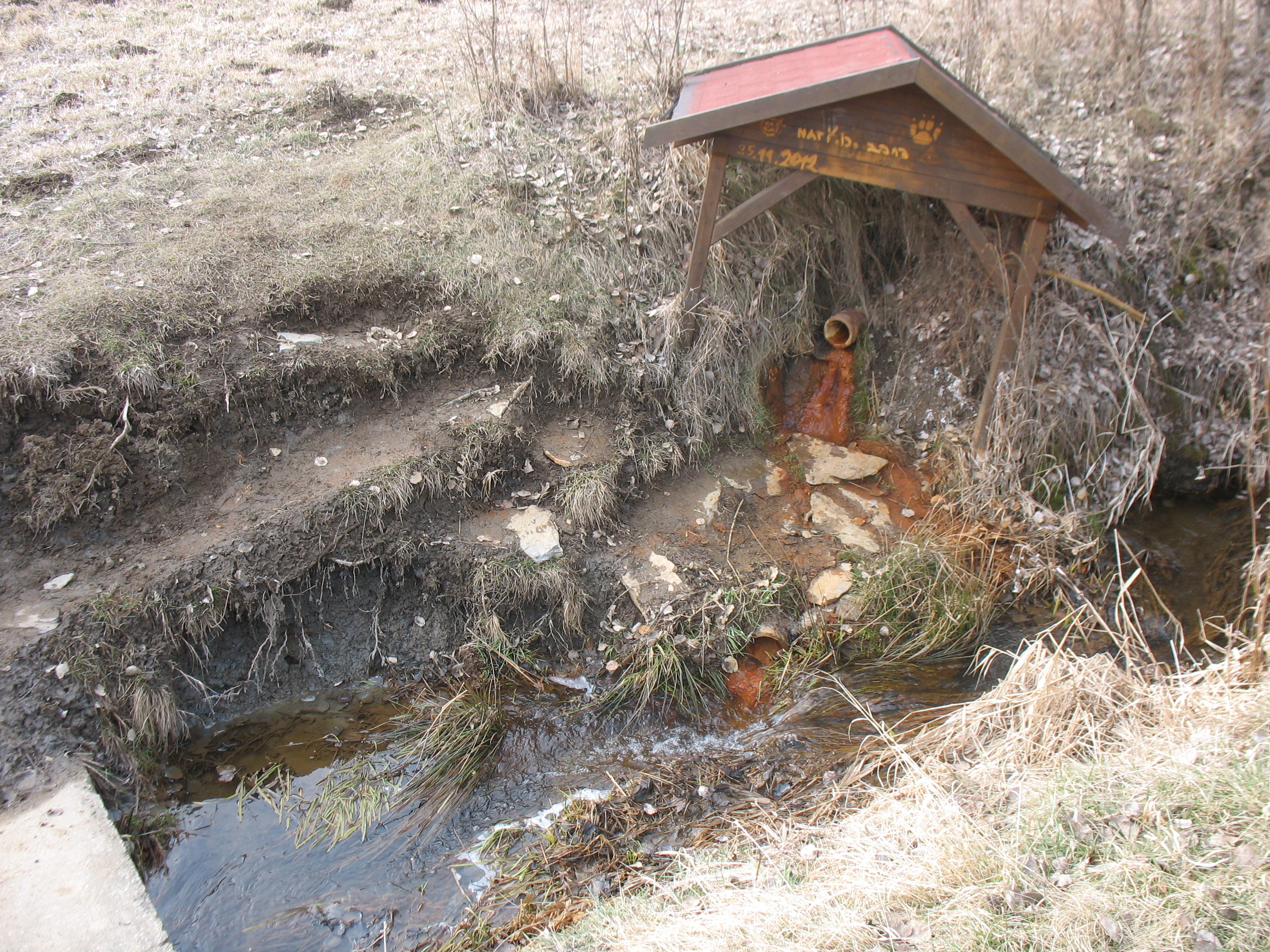
Heilquelle Pramen lásky

Der Ort findet im Jahr 1379 seine erste Erwähnung im Steuerregister des Kreises Pilsen, als Besitz der Herren zu Guttenstein. Die Zugehörigkeiten des Ortes wechselten mehrfach. Břetislav war im 18. Jahrhundert. nach Okrouhlé Hradiště (Scheiben-Radisch) eingemeindet und im 19. Jahrhundert eine selbständige Gemeinde. Bei seiner Eingemeindung zu Konstantinovy Lázně während des Dritten Reiches war der Ort mit 134 Einwohnern noch verhältnismäßig groß.
Bei der Inbetriebnahme der Lokalbahn Neuhof–Weseritz im Jahre 1901 hatte der Ort noch keinen eigenen Bahnhof, obwohl er direkt an der Bahnlinie liegt. Der Bahnhof Setzlaw wurde erst 1930 eröffnet.
Ebenso wie im benachbarten Heilbad Konstantinovy Lázně entspringen auch in der Umgebung von Břetislav mehrere Heilquellen und ergießen sich in den Bach. Von diesen Quellen wird nur noch die Heilquelle Pramen lásky (Liebesquelle) leidlich in Stand gehalten.